# Regulační diagram

Regulační diagram

Regulační diagram jako nástroj statistické regulace procesu (SPC z anglického Statistic Process Control) je graf, který se používá ke znázornění změn procesu resp. jeho klíčové metriky v průběhu času. Regulační diagram má vždy označenu střední hodnotu (CL - Central Line) a horní a dolní regulační mez (UCL – Upper Control Line a LCL – Lower Control Line), tzv. akční meze, které jsou určeny buď z historických dat, nebo jsou cílovou hodnotou určenou předpisem. Z časového průběhu diagramu je možné udělat závěr zda je chování procesu či metriky regulované, nebo zda je nepředvídatelné (mimo kontrolu).
Regulační diagramy tak mohou být použity například ke kontrole stability procesu, tedy zjistit zda proces funguje jako stabilní systém s náhodnými vlivy působícími v malém rozsahu (systém s inherentní variabilitou) označovaný též jako proces ve „statisticky zvládnutém stavu“, případně zda dochází ke zlepšení či zhoršení tohoto stavu. Dále pak mohou být použity ke sledování trendů, iterací a cyklů chování systému a tak určovat predikovatelnost systému a předpovídat, zda systém vyhoví stanoveným požadavkům. Také se používají k identifikaci a případné eliminaci nepříznivých vlivů, k poskytnutí zpětné vazby pro nastavení procesu a při posuzování výkonnosti systému měření. Regulační diagram poskytuje uživatelům on-line pohled na chování procesu a jeho výhodou je jednoduchost jeho konstrukce a snadnost jeho užití.
Regulační diagram je jedním ze sedmi základních nástrojů zlepšování kvality.